# Mike Keuler
Michael Vincent „Mike“ Keuler (* 27. Juli 1978 in Minneapolis, Minnesota) ist ein ehemaliger US-amerikanischer Skispringer und Skisprungtrainer.

## Werdegang
Keuler konnte in den Saisons 1994/95 bis 1998/99 im Continental Cup Wettkampfpunkte erringen, den größten Erfolg feierte er 1996/97 mit 30 Zählern. Ein Jahr darauf versuchte sich Keuler bei den Vierschanzentourneespringen in Innsbruck und Bischofshofen sowie dem anschließenden Wettbewerb in Ramsau auch im Weltcup. Er verfehlte aber immer die Qualifikation. Bei den Olympischen Winterspielen 1998 war der damals 19-Jährige Teil des US-amerikanischen Teams.
Im Sommer 2006 wurde Keuler zum Trainer der US-Mannschaft ernannt, die von ihm betreuten Athleten Clint Jones und Alan Alborn traten aber nach dem Ende der darauffolgenden Saison zurück.